# Khoai tây lát mỏng
Khoai tây lát mỏng (tiếng Anh chips) là những miếng khoai tây thái mỏng đã được chiên giòn hoặc nướng cho đến khi giòn. Khoai tây lát mỏng thường được phục vụ như một món ăn nhẹ, món ăn phụ hoặc món khai vị. Những miếng khoai cơ bản được chế biến và tẩm ướp muối; những loại khác thêm vào được sản xuất bằng cách sử dụng các hương liệu và thành phần khác nhau bao gồm các loại thảo mộc, gia vị, pho mát, hương vị tự nhiên khác, hương vị nhân tạo và phụ gia. Khoai tây chiên chiếm thị phầnn lớn trong thị trường đồ ăn nhẹ và thực phẩm tiện lợi ở các nước phương Tây. Thị trường khoai tây chiên toàn cầu tạo ra tổng doanh thu 16,49 tỷ USD vào năm 2005. Con số thực tế chiếm 35,5% tổng thị trường đồ ăn nhẹ mặn trong năm đó (46,1 tỷ USD).

### Nguồn gốc

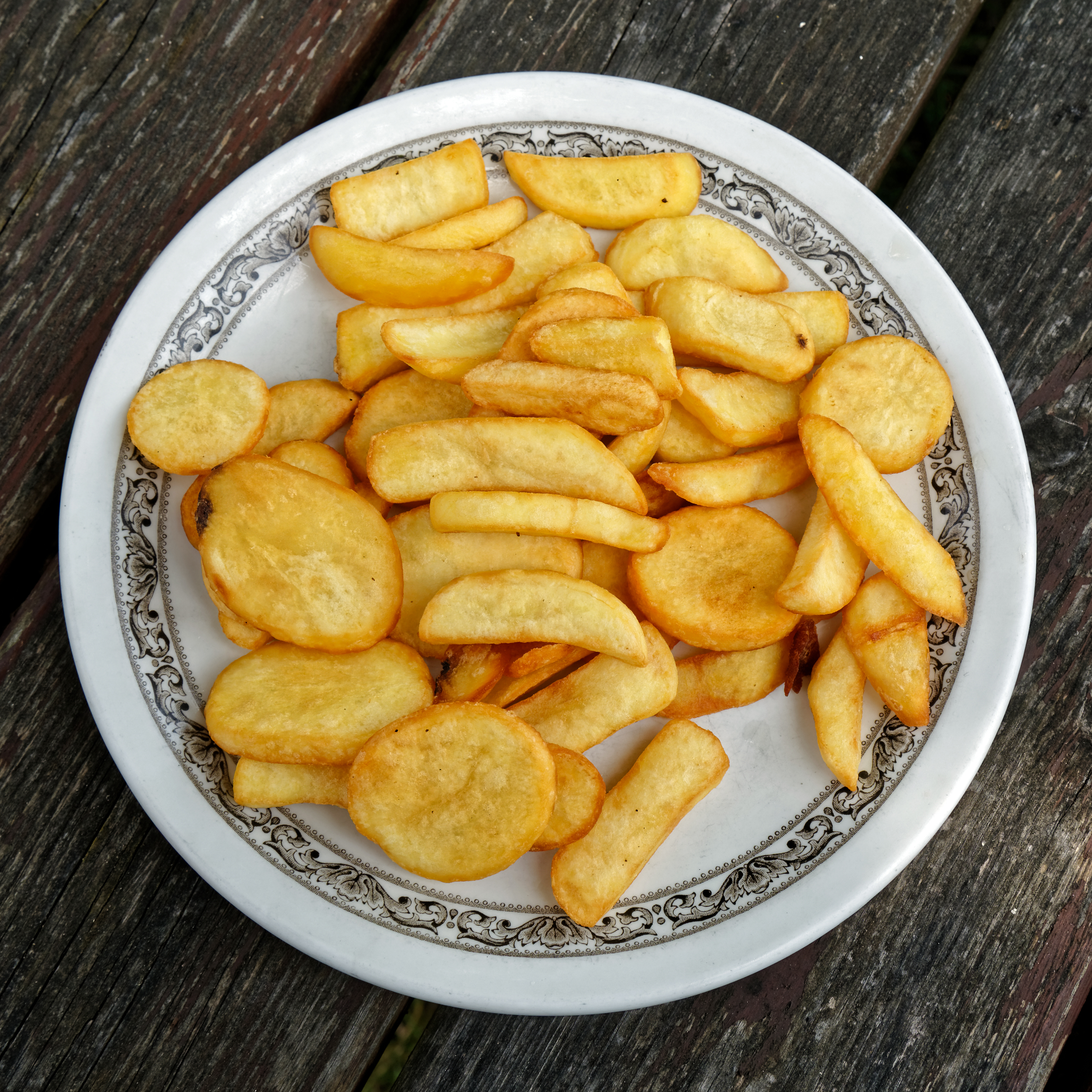
Một dĩa khoai tây lát mỏng nhà làm đây là hình thức sơ khai của sản phẩm khoai tây lát mỏng, do tự chế biến nên khoai tây được cắt lát thủ công, khi chiên còn bị phồng rộp lên trông không được mỏng lắm như các sản phẩm thị trường

## Sản xuất

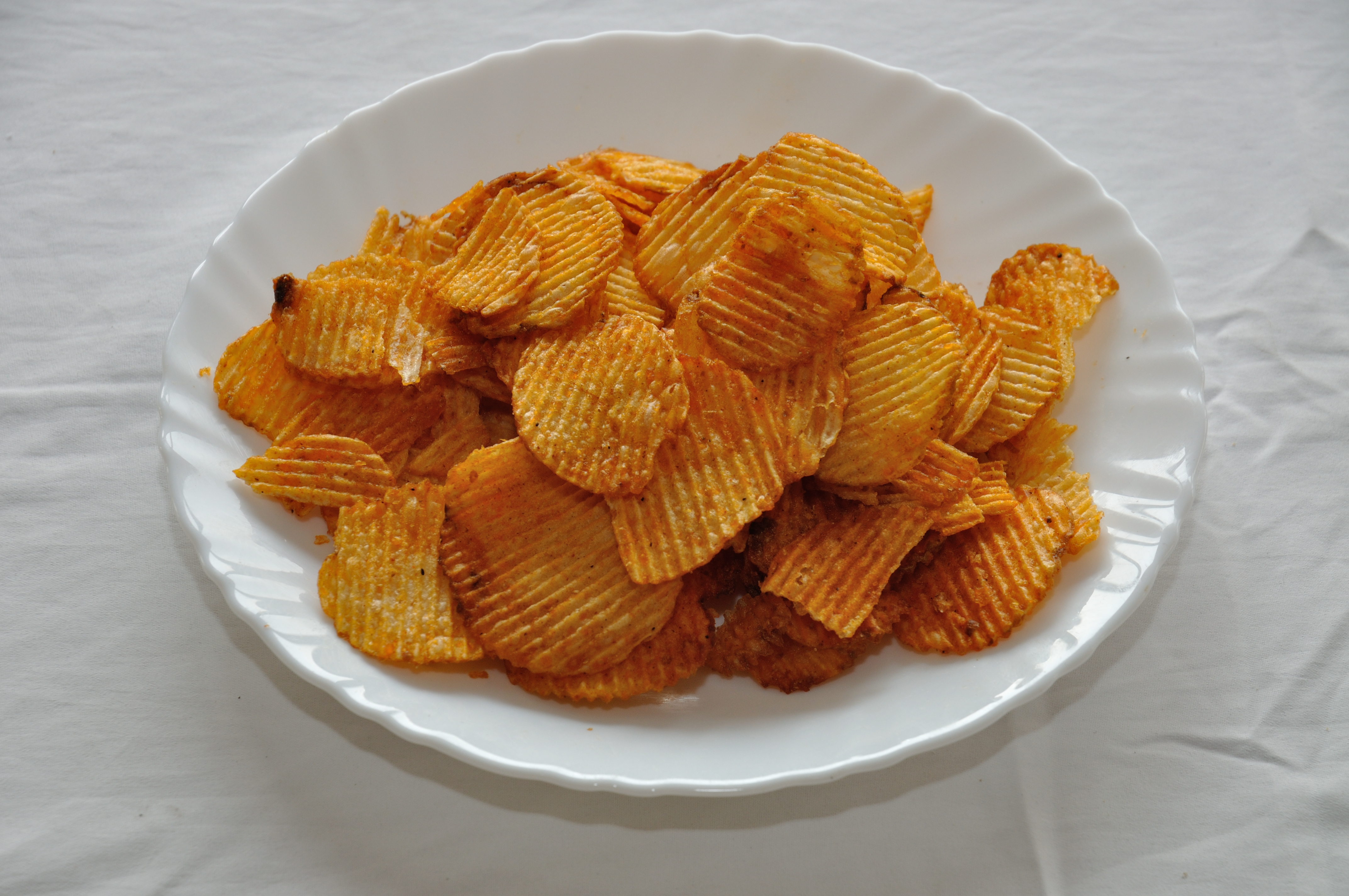
Dĩa khoai tây lát mỏng được chế biến công nghiệp

## Chú thích

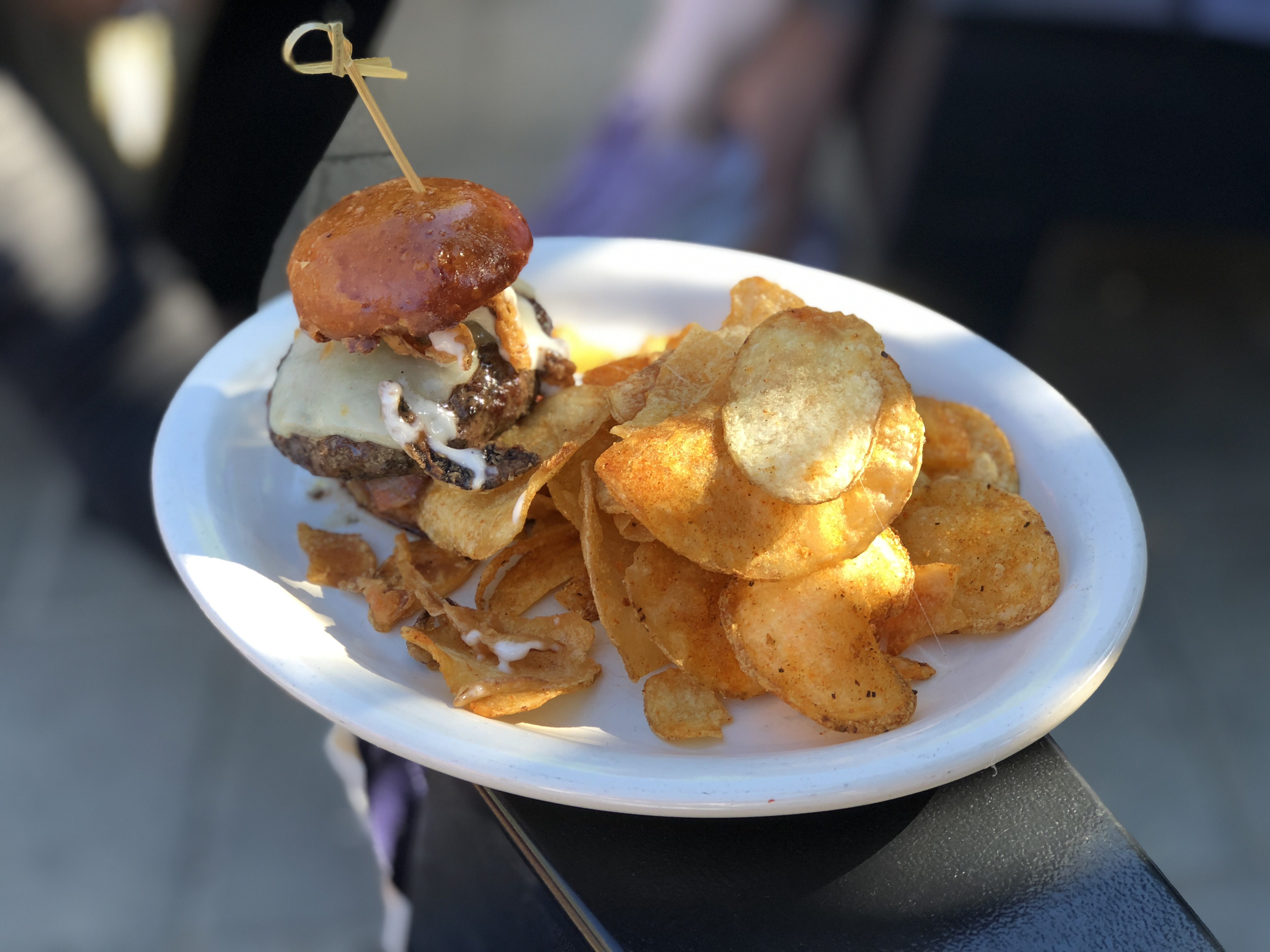
Khoai tây lát mỏng ăn kèm

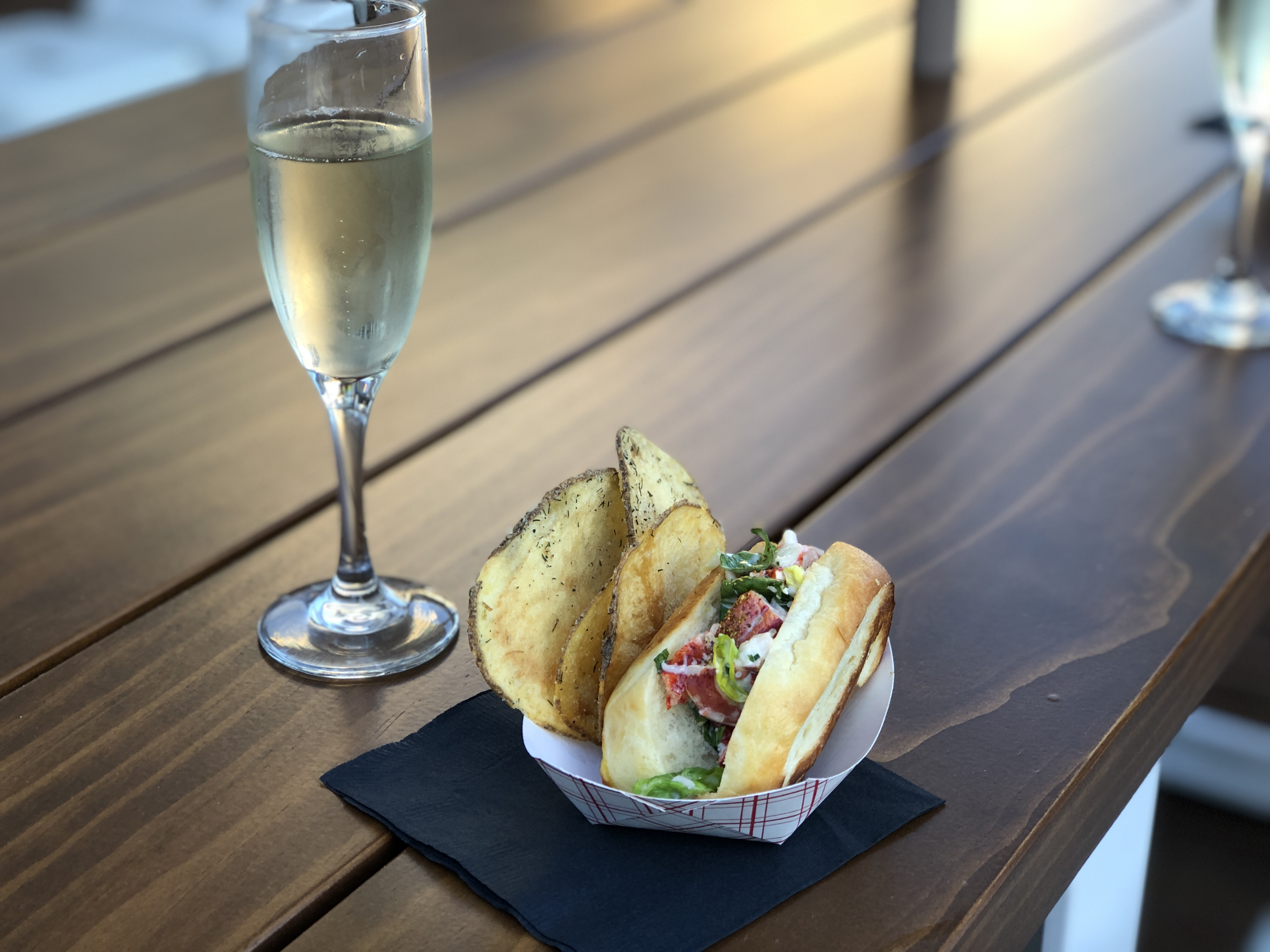
Khoai tây lát mỏng như là một món ăn nhẹ

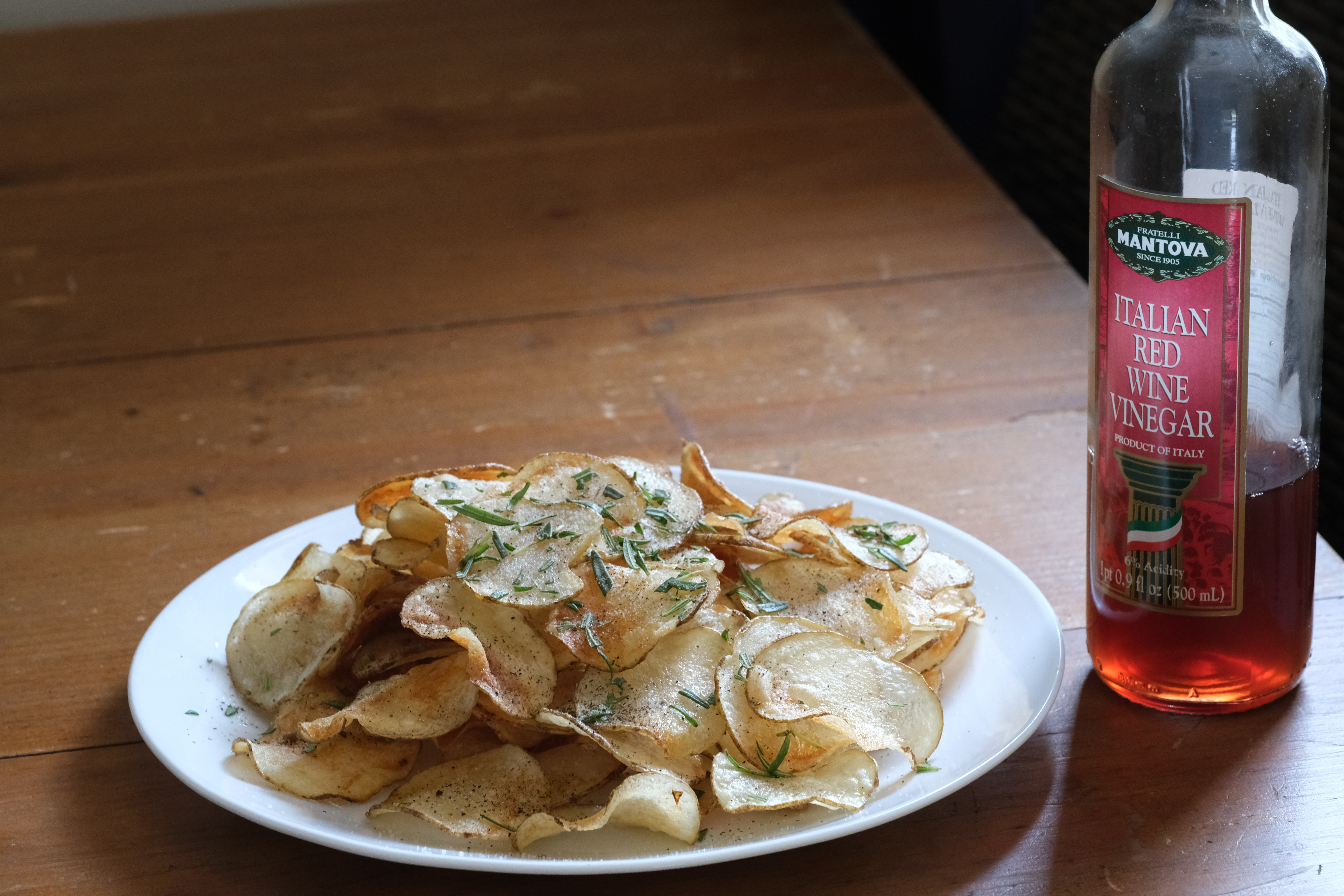
Khoai tây lát mỏng nhắm với rượu vang

## Lịch sử